# The Incredible Hulk
The Incredible Hulk (no Brasil e em Portugal, O Incrível Hulk) é  uma telessérie norte-americana exibida de 1978 a 1982, baseada no personagem Hulk, dos quadrinhos da Marvel Comics. A série está sendo reexibida no Brasil pelo canal TCM, Rede UTV Brasil e Rede Brasil de Televisão.

## Sinopse
Depois da morte da esposa, o Dr. David Bruce Banner procura um modo de liberar uma força desconhecida, que supostamente todos os humanos teriam, para protegerem seus entes queridos. Ele descobre que a radiação gama poderia lhe dar essa força e, para não ferir ninguém, ele a testa em si mesmo. David não sentiu nada diferente logo após o teste mas depois descobriu que ao se sentir raivoso ou pressionado, transformava-se num homem monstruoso, de pele verde, grande e musculoso. O repórter Jack McGee descobre esse segredo e tenta culpar o gigante verde pela morte de uma pessoa em um acidente e passa a perseguir o Dr. Banner, que tenta fugir, ao mesmo tempo em que busca uma maneira de se curar das transformações.

## Elenco
- Bill Bixby .... Dr. David Banner
- Lou Ferrigno .... Hulk (voz por Ted Cassidy e Charles Napier)[5]
- Jack Colvin.... Jack McGee
- Mariette Hartley .... Dra. Carolyn Fields
- Dick Durock .... Hulk DelFrye / Dr. Jeffrey Clive